# Hydrodendron expansum
Hydrodendron expansum är en nässeldjursart som först beskrevs av John Fraser 1948.  Hydrodendron expansum ingår i släktet Hydrodendron och familjen Haleciidae. Inga underarter finns listade i Catalogue of Life.